# أوج شمسي

يكون الكوكب في الأوج عند النقطة 1.

الأَوْج الشَمْسِي أو نُقْطَة الذَنَب (بالإنجليزية: Aphelion)‏ هو أبعد نقطة يكون فيها الكوكب عن الشمس في مداره، وتكون سرعة الكوكب في هذه الحالة أقل ما يمكن.
ظاهرة وصول الكرة الأرضية إلى أبعد نقطة لها في مدارها حول الشمس، حيث أن مدارها بيضاويا مما يجعلها تقترب من الشمس في شهر يناير بحوالي 147 مليون كيلو متر، وتبتعد في شهر يوليو بحوالي 152 مليون كيلو متر، أي بفارق خمسة ملايين كيلو متر.
وعندما تكون الأرض في أبعد نقطة عن الشمس يكون قرص الشمس أصغر مما يبدو عليه، ولا يتأثر الطقس بهذا القرب والبعد كما يعتقد البعض، حيث أنها تقترب من الشمس في الشتاء، وتبتعد في الصيف.